# Стража (Гњилане)
Стража (алб. Strazhë) је насеље у општини Гњилане, Косово и Метохија, Република Србија. Насеље је брдско-планинског типа.

## Инфраструктура
У селу се налази Основна школа „Бора Станковић“, основана шездесетих година 20. века. Школа је обновљена крајем 2012. године, уз помоћ француске невладина организација „Солидарност за Косово“.
Село је удаљено 9 километара од центра Гњилана. До центра села иде асфалтни пут, који је урађен 90-их, а 2011. године асфалтирана је улица, која води према цркви Св. Петке и најмногољудније махале Петровци, у којој има и највише деце. У децембру 2015. године асфалтирана је и улица од центра села до махале ридарци. Улица до махале мали камен је насута туцаником и привремено је решена. Остале улице су лоше, јер су још пре рата насуте туцаником, кога је до данас потиснуло блато и однела кишница.
Сеоска слава је Св. Петка, која се слави 8. августа. Тог дана у селу се ораганизује сабор и окупљају се људи, који су се иселили из Страже, како би славу провели са фамилијом и пријатељима.
Село има сеоску амбуланту, где два пута недељно долази лекар опште праксе. У селу раде четири продавнице мешовите робе, где људи могу да се снабдевају основним животним намирницама. Село је богато чистом планинском водом, има јако пуно извора, али су они лоше искоришћени, па сеоска домаћинства оскудевају водом, нарочито лети кад је суша. У селу су 2011 постављени и контејнери за смеће, па се смеће више не баца на дивље депоније. Млади у селу имају свој омладински кафић, где могу да се друже.
Некада је то био пољопривредни крај, познат по производњи сира. Становништво се и данас претежно бави пољопривредом, али због лоше безбедносне ситуације и скоро потпуно уништеног сточног фонда, производња сира више не постоји. Провале кућа, крађа стоке и пољопривредних машина, уништавање летине, најчешћи су и скоро свакодневни видови притиска на Србе. Починиоци скоро увек остају неоткривени, Срби немају од кога да очекују заштиту, а крађе их доводе до руба егзистенције. Многи у селу данас преживљавају само од помоћи државе.

## Историја
На месту Манастир налази се порушена Црква Св. Николе, која је обновљена и у њу неретко одлазе и људи из околних села да упале свеће и помоле се.
Црква Свете Петке и сеоско гробље су у махали Петровци, и из дворишта цркве се види скоро цело село. Црква је јако стара, а поред цркве 2011. године је изграђен и помоћни објекат за потребе цркве.

## Становништво
| Демографија | Демографија | Демографија |
| Година      | Становника  | Становника  |
| ----------- | ----------- | ----------- |

Стража је по површини једно од већих села у Гњиланској општини и заузима око 1584 хектара и већински је српско. Од 1999. у селу живи свега трећина становништва, док се велики број Стражана одселио у Јагодину и друге градове централне Србије. Од Другог светског рата, према пописима који су рађени сваких десет година, највише становника село је имало 1971 године (841). Након тога, на сваком следећем попису, број становника је био све мањи. Данас село има 72 домаћинства, у којима живи око 400 становника.

## Предање
Према причама старих у селу, име села је настало у доба Цара Лазара. Прича каже да је Цар Лазар пролазио шумом изнад села, када му се фијакер којим се возио поломио и он није могао даље пар дана док се то није поправило. Да лопови не би наишли и однели фијакер преко ноћи, њега су чували стражари, по којима је касније и само село добило име Стража. По тој причи шума изнад села у којој се десила незгода Цару Лазару, данас има назив Царев забија.

## Порекло становништва по родовима
Подаци из 1931. године:
- Ридарци (15 k.), Падинци (24 k.), Петровци (12 k.) и Девановци (7 k.). Сви славе Св. Николу и сви су староседеоци.
- Сиринићани (1 k.), раније славили Св. Јована, па доцније примили Св. Николу као и остали родови у селу. Досељени су из Сиринићке Жупе око 1780. године.